# Eucrostes beatificata
Eucrostes beatificata är en fjärilsart som beskrevs av Walker 1863. Eucrostes beatificata ingår i släktet Eucrostes och familjen mätare. Inga underarter finns listade i Catalogue of Life.